# NWA World Six-Man Tag Team Championship
L'NWA World Six-Man Tag Team Championship è stato un titolo difeso nelle federazioni NWA Chicago (1955-1974), NWA Mid-America (1974-1981), Jim Crockett Promotions (1984-1989) e NWA New Jersey (1998) che nel corso degli anni fecero parte della National Wrestling Alliance.
Il titolo è stato attivo a più riprese dal 1955 al 1998.

## Storia
Il primo titolo dedicato alla divisione trios apparve nel 1955 nel territorio di Chicago, dove venne brevemente promosso un NWA World Three-Man Tag Team Championship.
Abbandonato subito per la poca popolarità della divisione, fu rivitalizzato a partire dal 1974 dalla NWA Mid-America, che iniziò a promuovere un generico NWA Six-Man Tag Team Championship, con maggior continuità rispetto a quanto fatto dalla NWA Chicago e fino alla chiusura della federazione nel 1981.
Nel 1984 la Jim Crockett Promotions riprese l'idea, rinominando il titolo in NWA World Six-Man Tag Team Championship. Questo fu abbandonato dalla federazione nel 1989, in seguito al suo rebranding in World Championship Wrestling. Come successori ideologici nacquero il WCW World Six-Man Tag Team Championship, promosso in WCW, e il WAR World 6-Man Tag Team Championship, promosso nella federazione giapponese Wrestle Association R (WAR).

## Albo d'oro

### NWA Chicago (1955)
| #                                 | Campione                                 | Regno | Data          | Giorni | Località          | Evento     | Note | Fonti |
| --------------------------------- | ---------------------------------------- | ----- | ------------- | ------ | ----------------- | ---------- | --- | ----- |
| 1                                 | Pat O'Connor, Roy McClarity e Yukon Eric | 1     | 6 maggio 1955 | --     | Chicago, Illinois | House show | Il titolo nacque come NWA World Three-Man Tag Team Championship. In un incontro per decretare i campioni inaugurali, sconfiggendo il team di Art Neilsen, Don Leo Jonathan e Reggie Lisowski. |       |
| Storia del titolo non documentata |                                          |       |               |        |                   |            | |       |

### NWA Mid-America (1974-1981)
| #                                 | Campione                                               | Regno | Data             | Giorni | Località                | Evento     | Note | Fonti |
| --------------------------------- | ------------------------------------------------------ | ----- | ---------------- | ------ | ----------------------- | ---------- | --- | ----- |
| 2                                 | Dennis Hall, George Gulas e Jackie Fargo               | 1     | 14 novembre 1974 | 53     | Chattanooga, Tennessee  | House show | In un torneo per riassegnare il titolo vacante, sconfiggendo in finale Don Kent, Juan Sebastian e Jerry Lawler. Durante questo regno il titolo fu rinominato in NWA Six-Man Tag Team Championship. |       |
| 3                                 | Big Bad John, John Gray e Lorenzo Parente              | 1     | 16 gennaio 1975  | --     | Chattanooga, Tennessee  | House show | |       |
| 4                                 | Dennis Hall (2), George Gulas (2) e Tojo Yamamoto      | 1     | febbraio 1975    | --     | --                      | House show | |       |
| Storia del titolo non documentata |                                                        |       |                  |        |                         |            | |       |
| 5                                 | Dennis Hall (3), George Gulas (3) e Jackie Fargo (2)   | 2     | 10 marzo 1975    | --     | --                      | House show | |       |
| 6                                 | Eddie Martin, Ricky Gibson e Tommy Gilbert             | 1     | 1975             | --     | --                      | House show | |       |
| —                                 | Vacante                                                | —     | 1975             | —      | —                       | —          | Il titolo venne reso vacante per motivi non noti. |       |
| 7                                 | George Gulas (4), Tojo Yamamoto (2) e Tommy Rich       | 1     | ottobre 1975     | --     | --                      | House show | |       |
| 8                                 | Al Greene e Dennis Condrey e Phil Hickerson            | 1     | 31 ottobre 1975  | 12     | --                      | House show | |       |
| 9                                 | George Gulas (5), Tojo Yamamoto (3) e Tommy Rich (2)   | 2     | 12 novembre 1975 | 50     | --                      | House show | |       |
| 10                                | Bounty Hunter I, Bounty Hunter II e Mitsu Arakawa      | 1     | 1 gennaio 1976   | 118    | --                      | House show | |       |
| 11                                | Charlie Cook, Dennis Hall (4) e George Gulas (6)       | 1     | 28 aprile 1976   | 368    | --                      | House show | |       |
| 12                                | Gorgeous George Jr., Paul Orndorff e Tommy Gilbert (2) | 1     | 1 maggio 1977    | 526    | Memphis, Tennessee      | House show | I tre vennero riconosciuti come campioni a Memphis, ma il cambio di titolo potrebbe essere stato non riconosciuto a Nashville.                                                                     |       |
| Storia del titolo non documentata |                                                        |       |                  |        |                         |            | |       |
| 13                                | Bobby Eaton, George Gulas (7) e Jerry Barber           | 1     | 9 ottobre 1978   | --     | --                      | House show | |       |
| —                                 | Vacante                                                | —     | novembre 1978    | —      | —                       | —          | Il titolo venne reso vacante quando Barber lasciò il territorio. |       |
| 14                                | Arvil Hutto, Bobby Eaton (2) e George Gulas (8)        | 1     | 1 dicembre 1978  | --     | Huntsville, Alabama     | House show | In un torneo per riassegnare il titolo vacante. |       |
| 15                                | Gypsy Joe, The Beast e Tojo Yamamoto (4)               | 1     | gennaio 1979     | --     | Tullahoma, Tennessee    | House show | |       |
| 16                                | Bobby Eaton (3), George Gulas (9) e The Mexican Angel  | 1     | 1979             | ..     | ..                      | House show | |       |
| 17                                | Chris Colt, Dennis Condrey (2) e Tojo Yamamoto (5)     | 1     | 17 aprile 1979   | --     | --                      | House show | |       |
| Storia del titolo non documentata |                                                        |       |                  |        |                         |            | |       |
| 18                                | David Schultz, The Great Togo e Tojo Yamamoto (6)      | 1     | agosto 1979      | --     | --                      | House show | |       |
| 19                                | George Gulas (10) , Ken Lucas e Prince Tonga           | 1     | settembre 1979   | --     | --                      | House show | |       |
| —                                 | Vacante                                                | —     | ottobre 1979     | —      | —                       | —          | Il titolo venne reso vacante quando Prince Tonga lasciò il territorio. |       |
| 20                                | George Gulas (11) , Joey Rossi (2) e Ken Lucas         | 1     | 4 novembre 1979  | 18     | Tullahoma, Tennessee    | House show | |       |
| 21                                | Bobby Eaton (4), Tojo Yamamoto (7) e The Secret Weapon | 1     | 22 novembre 1979 | 196    | Bowling Green, Kentucky | House show | |       |
| 22                                | George Gulas (12) , Mystery Man e Rocky Brewer         | 1     | 5 giugno 1980    | --     | Bowling Green, Kentucky | House show | |       |
| —                                 | Disattivato                                            | —     | 1961             | —      | —                       | —          | Il titolo fu disattivato con la chiusura della federazione. |       |

### Jim Crockett Promotions (1984-1989)
| #  | Campione                                                          | Regno | Data             | Giorni | Località                         | Evento                    | Note | Fonti |
| -- | ----------------------------------------------------------------- | ----- | ---------------- | ------ | -------------------------------- | ------------------------- | --- | ----- |
| 23 | Don Kernodle, Ivan Koloff e Nikita Koloff                         | 1     | 18 luglio 1984   | --     | Winston-Salem, Carolina del Nord | House show                | In un torneo per riattivare il titolo, sconfiggendo in finale Angelo Mosca Jr., Rufus R. Jones e Tom Shaft. Durante questo regno, il titolo fu rinominato in NWA World Six-Man Tag Team Championship. |       |
| 24 | Ivan Koloff (2), Krusher Khruschev e Nikita Koloff (2)            | 1     | gennaio 1985     | --     | --                               | House show                | Khrusher Khruschev rimpiazzò Kernodle. |       |
| 25 | Buzz Tyler, Manny Fernandez e Sam Houston                         | 1     | luglio 1985      | --     | --                               | House show                | |       |
| 26 | Ivan Koloff (3), Krusher Khruschev (2) e Nikita Koloff (3)        | 2     | 6 ottobre 1985   | --     | --                               | House show                | |       |
| 27 | Baron von Raschke, Ivan Koloff (4) e Nikita Koloff (4)            | 1     | gennaio 1986     | --     | --                               | House show                | Von Raschke sostituì l'infortunato Khruschev. |       |
| 28 | Dusty Rhodes, Road Warrior Animal e Road Warrior Hawk             | 1     | 17 maggio 1986   | 646    | Baltimora, Maryland              | House show                | |       |
| 29 | Ivan Koloff (5), The Barbarian e Warlord                          | 1     | 12 febbraio 1988 | --     | Filadelfia, Pennsylvania         | House show                | |       |
| —  | Vacante                                                           | —     | giugno 1988      | —      | —                                | —                         | Il titolo venne reso vacante quando The Barbarian e Warlord lasciarono la federazione per accasarsi in World Wrestling Federation. |       |
| 30 | Dusty Rhodes (2), Road Warrior Animal (2) e Road Warrior Hawk (2) | 2     | 9 luglio 1988    | 108    | Chicago, Illinois                | House show                | In uno spareggio per riassegnare il titolo vacante, sconfiggendo Arn Anderson, Ric Flair e Tully Blanchard. |       |
| —  | Vacante                                                           | —     | 25 ottobre 1988  | —      | —                                | —                         | Il titolo fu reso vacante quando il team dei campioni si separò. |       |
| 31 | Genichiro Tenryu, Road Warrior Animal (3) e Road Warrior Hawk (3) | 1     | 7 dicembre 1988  | --     | Chattanooga, Tennessee           | Clash of the Champions IV | Road Warrior Animal sconfisse Dusty Rhodes per il controllo del titolo e rese Tenryu parte del team. | [ 4 ] |
| —  | Vacante                                                           | —     | febbraio 1989    | —      | —                                | —                         | Il titolo fu reso vacante quando Tenryu decise di puntare all'AJPW Triple Crown Heavyweight Championship e non fu riassegnato. La JCP, rinominata in World Championship Wrestling (WCW), introdusse il WCW World Six-Man Tag Team Championship nel 1991, mentre Tenryu creò il WAR World Six-Man Tag Team Championship nel 1994. |       |

### NWA New Jersey (1998)
| #  | Campione                           | Regno | Data             | Giorni | Località | Evento     | Note                                                                                | Fonti |
| -- | ---------------------------------- | ----- | ---------------- | ------ | -------- | ---------- | ----------------------------------------------------------------------------------- | ----- |
| 32 | Derek Domino, Harley Lewis e Lupus | 1     | 21 febbraio 1998 | --     | --       | House show | In uno spareggio per riassegnare i titoli vacanti, sconfiggendo Slayer, Wolf e Yar. |       |
| —  | Disattivato                        | —     | dicembre 1998    | —      | —        | —          | Il titolo fu abbandonato nel dicembre 1998 senza un annuncio ufficiale.             |       |